# Otto-Raban Heinichen
Otto-Raban Heinichen (* 9. Januar 1932 in Celle) ist ein deutscher Jurist und Diplomat. Er war Botschafter in Ungarn.

## Leben
Heinichen studierte Rechtswissenschaften und wurde 1954 Mitglied des Corps Suevia Tübingen. 1964 wurde er an der Rechtswissenschaftlichen Fakultät der Universität Hamburg zum Dr. jur. promoviert.
Nach den Examen trat er 1964 in den höheren Dienst beim Bundesministerium für Wirtschaft ein.
1967 wechselte er in das Auswärtige Amt. Er war in den Wirtschaftsdiensten der Deutschen Botschaft Buenos Aires (Argentinien) und der Deutschen Botschaft Rangun (Birma) tätig. 1973–1978 war er in der Zentrale in Bonn tätig. 1978–1981 war er Leiter des Wirtschaftsdienstes der Deutschen Botschaft Tokio. Danach war er Referatsleiter in der Wirtschaftsabteilung. 1984–1989 wurde er in der Ständigen Vertretung der Bundesrepublik Deutschland bei der Europäischen Gemeinschaft in Brüssel eingesetzt. 1989 kam er an die Deutsche Botschaft Paris. 1993–1996 leitete er die Deutsche Botschaft Budapest. 1995 wurde er Ehrenmitglied des Deutschen Wirtschaftsclubs Budapest.